# Cedarburg
Cedarburg é uma cidade localizada no estado norte-americano de Wisconsin, no Condado de Ozaukee.

## Demografia
Segundo o censo norte-americano de 2000, a sua população era de 10.908 habitantes.
Em 2006, foi estimada uma população de 11.210, um aumento de 302 (2.8%).

## Geografia
De acordo com o United States Census Bureau tem uma área de
9,6 km², dos quais 9,5 km² cobertos por terra e 0,1 km² cobertos por água. Cedarburg localiza-se a aproximadamente 231 m acima do nível do mar.

## Localidades na vizinhança
O diagrama seguinte representa as localidades num raio de 16 km ao redor de Cedarburg.